# Dillenia biflora
Dillenia biflora är en tvåhjärtbladig växtart som först beskrevs av Asa Gray, och fick sitt nu gällande namn av Heinrich Gottfried von Mattuschka, Michel Charles Durieu de Maisonneuve och Jacks. Dillenia biflora ingår i släktet Dillenia och familjen Dilleniaceae. Inga underarter finns listade i Catalogue of Life.